# Купіль князя Вишеслава

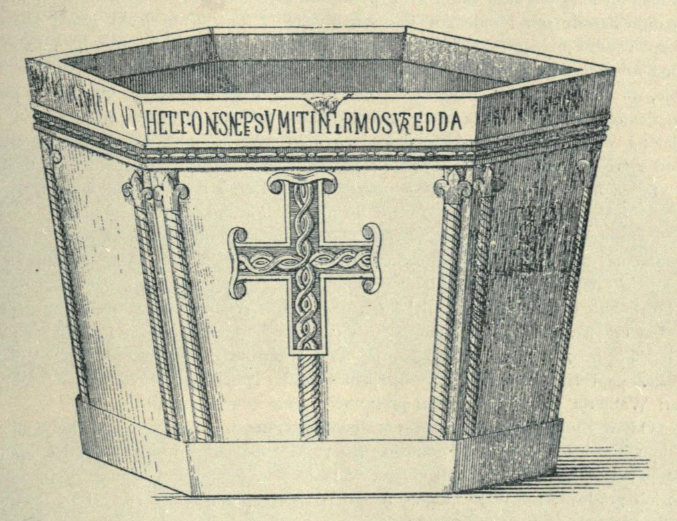
Креслення купелі (1889)

Купіль князя Вишеслава — купіль хрестильна, яка має історичне та культурне значення для Хорватії. У написі на ній вперше згадується хорватський правитель князь Вишеслав. Первісним місцем розташування купелі був баптистерій (каплиця св. Івана Хрестителя) поруч з Нинським собором. Місто Нин було першою резиденцією хорватсько-далматських князів.
Купіль була створена, швидше за все, після заснування (приблизно 864—867 рр.) Нинської єпархії та не пізніше, ніж до кінця X століття, тобто у часи християнізації хорватів. Тому хорватський історик Любо Караман дійшов висновку: «не є надто сміливим припустити, що саме ця купіль використовувалась для хрещення хорватських правителів». Це також важливий витвір мистецтва та свідчить про використання хорватського переплетення.

## Історія
З рукописного звіту нотаріуса Івана Сорарі (1773—1847) із Задара 1793 року, коли залишки нинського баптистерію ще були видимі на місці, та з розкопок 1910 року відомо, що баптистерій мав чотирилистий поземельний план і один купол. Всередині баптистерію розташовувалась купіль, до якої потрібно було спуститися на п'ять сходинок.
У 1742 році баптистерій, який на той час використовувався як місце поховання, був зруйнований, а купіль демонтована, щоб дозволити розширити ризницю собору. У 1853 році купіль була знайдена у монастирі капуцинів Іль-Реденторе у Венеції, а потім виставлялась у Музеї Коррер. У 1942 р. Королівство Італія передало купіль своєму політичному союзнику на той час, так званій Незалежній Державі Хорватії 1942 року. Відтоді купіль довго стояла в атріумі палацу Хорватської академії наук і мистецтв у хорватській столиці Загребі. Сьогодні купіль знаходиться в хорватському портовому місті Спліт, в Музеї археологічних пам'ятників Хорватії.

## Форма та розміри
Купіль вирізана з цільного шматка мармуру і має форму шестикутника. З одного боку є неправильний отвір (тепер закритий), через який, ймовірно, наливали воду. Внизу в центрі є круглий отвір для стікання води. По краях верхнього отвору є кілька дірок, які містять залишки заліза. Можливо, це залишки кріплення для кришки або перил, і вони, ймовірно, не походять з часів створення купелі.
Розміри купелі: висота — 88 см, діаметр верхнього отвору — 136 см, глибина всередині 76 см, а ширина сторін — близько 70 см.

## Орнамент
Кожна з шести сторін, за винятком тилової, обрамлена ліворуч і праворуч рельєфною колоною з косими борознами, наче шнур, обмотаний навколо колони, з простою основою та капітелем з двома бічними волютами. Ці стовпи мають просто профільований архітрав, на якому прикрасою є лише астрагал.
На передній центральній поверхні — рельєфний хрест у стилі процесійного хреста. Верхня та дві бічні рукави хреста мають по дві волюти, яких не має у нижньому рукаві. Внутрішні частини хреста хорватським переплетінням. Нижній довший рукав стоїть на підставці, що звужується і також прикрашена косими борознами, ніби обмотана шнуром.

## Написи
На архітраві, який також утворює край верхнього отвору, є латинський напис:
+ HEC FONS NEMPE SVMIT INFIRMOS VT REDDAT

ILLVMINATOS · HIC EXPIANT SCELERA SVA QVOD

DE PRIMO SVMPSERVNT PARENTE · VT EFFICIANTV

R XPISTICOLE SALVBRITER CONFITENDO TRINVM PER

HENNE · HOC IOHANNES PRESBITER SVB TEMPORE VVISSAS

CLAVO DVCI OPVS BENE COMPOSVIT DEVOTE
На п'ятій стороні купелі, тобто під п'ятим рядком, написано:
IN HONORE VIDELICET SANCTI
Шоста сторона містить кінець напису у два рядки:
IOHANNIS BAPTISTE, VT INTERCEDAT PRO EO

CLIENTVLOQVE SVO
Напис вирізаний правильним шрифтом Capitalis rustica, а висота літер коливається від 6,0 до 6,5 см. Каменяр використовував велику кількість лігатур, скорочень, суспензій, абревіатуру TRINVM (трійця) та спеціальний символ для складової слова PER у слові PERHENNE (вічний).
Напис можна перекласти таким чином:
Це джерело отримує слабких, щоб повернути їх як просвітлених. Тут вони спокутують гріхи, які вони отримали від першого Батька, щоб стати послідовниками Христа, благотворно засвідчено вічною Трійцею . Цю роботу в смиренності прекрасно зробив священик Іоанн за часів князя Вишеслава, на честь святого Івана Хрестителя, щоб він міг стати захисником його [князя] та його підопічних.
Католицька церква в Хорватії вважає напис «блискучим пам'ятником і символом хрещення наших хорватських предків»

## Інше

Герб архієпископа Задарського Желіміра Пуліча зі стилізованим хрестом купелі

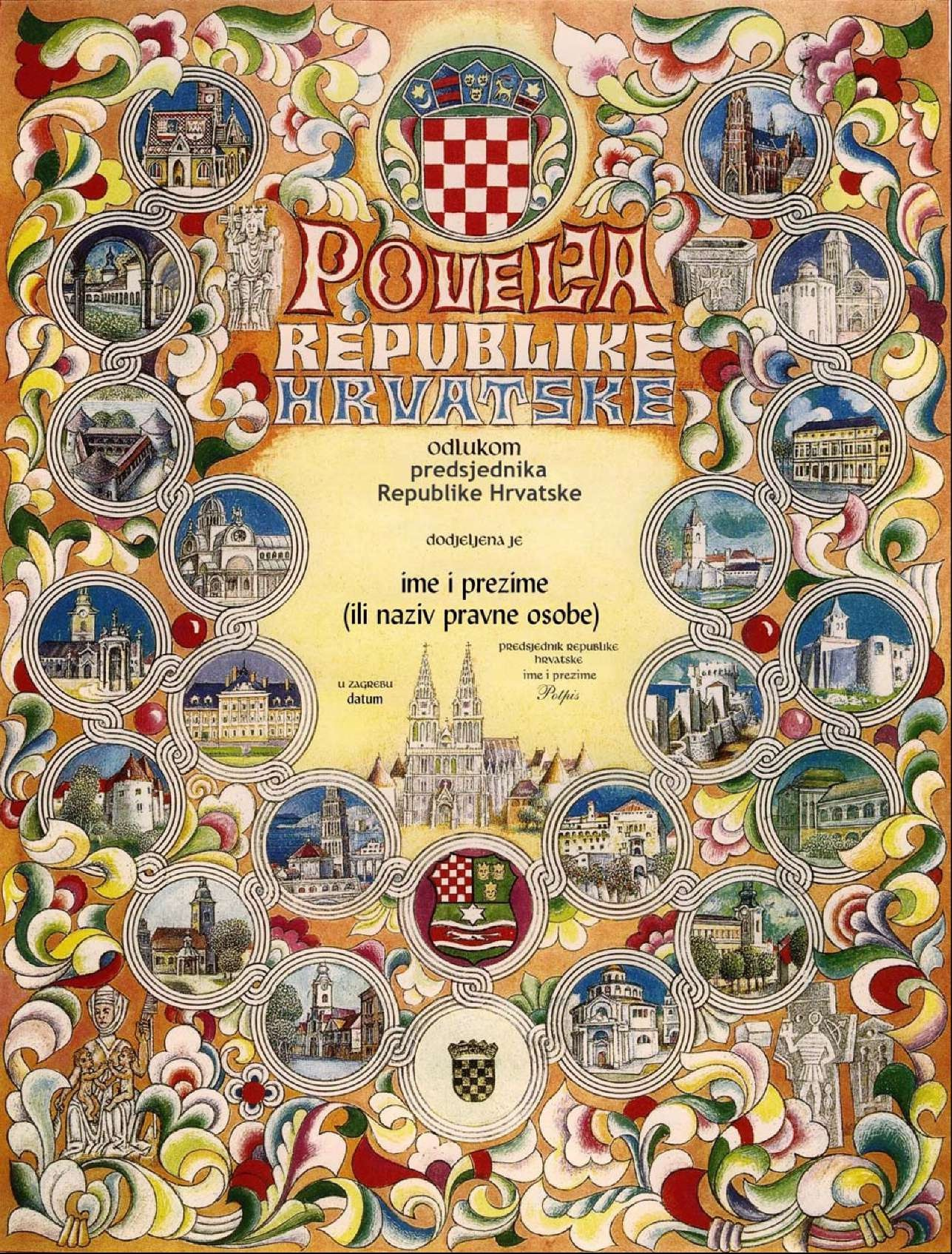
Свідоцтво про державну нагороду з купеллю (праворуч від титулу, 2009 р.)

Хрест на купелі, містить хорватське переплетіння і тому його ще називають «хорватський хрест» (хорв. Hrvatski križ). Він вважається національним символом, серед іншого, віри, мистецтва та історії Хорватії.
Тому він використовується в Хорватії церковними установами, але також є загальним національним символом. Його можна знайти на офіційних нагородних документах Республіки Хорватії, а також можна придбати хрест як кулон на шию чи прикрасу для стіни.